# Acomys ignitus
Acomys ignitus é uma espécie de roedor da família Muridae encontrado no Quênia e na Tanzânia.

## Distribuição e habitat
A espécie é encontrada no nordeste da Tanzânia e no sul do Quênia, próxima das montanhas Usambara. Os seus habitats naturais são estritos, ocupando as savanas áridas e áreas rochosas em altitudes que vão de 700 a 1000 metros. As populações vivem isoladas em penhascos e escarpas, e como consequência disso a distribuição populacional pode ser muito desigual.
Pode ser encontrado em habitações humanas sob relação de comensalismo, frequentemente buscando alimento em depósitos de grãos, quintais e casas, onde a espécie possui vantagem sobre competidores como o Acomys wilsoni.